# BALDR SKY
《BALDR SKY》是由戲畫於2009年發售的戀愛冒險與動作類型成人遊戲。BALDR系列的第五作，由TEAM BALDRHEAD負責製作。作品分為「Dive1 "LostMemory"」和「Dive2 "RECORDARE"」兩部分，DIVE1於3月27日發售，DIVE2於11月27日發售。2010年9月24日發售Fandisk《BALDR SKY Dive X "DREAM WORLD"》。2019年12月20日由Sekai Project發售Dive1與Dive2的簡體中文和英文版。
動作遊戲部分不是《Xross Scramble》的新形式，而是基於《BALDR FORCE》的舊系統發展。世界的舞台由過去、現在及虛擬空間所構成，主軸為記憶喪失的主角在不斷的戰鬥中逐漸找回已經被忘卻的自我的故事。
在日本评价网站 Erogamescape 以及英文评价网站 vndb 上，BALDR SKY 的故事都被评为史上最高分 visual novel 之一。

## 簡介
原本應該在「某個人」的呼喚聲中醒過來，並且與「如月寮」的同伴們過著快樂的學校生活的主角「門倉甲」，在醒過來的一瞬間映入眼中的，卻是虛擬空間的戰場。他自己並不是他記憶裡面的學生，而是與他厭惡的父親一樣，作為一個傭兵奔馳在戰場。逃脫之後所在的「清城市」也和自己記憶中的模樣完全不同，是個治安混亂的城市。

## 系統
承續BALDR系列特有的冒險劇情+2D戰鬥所構成。
以主角的「過去」以及「現在」二個視點交錯敘述劇情，並且以現實世界的事情與網路虛擬空間，在兩處之間不斷轉換交疊而成的多層故事結構。
Dive1與Dive2都需依照一定順序進行劇情，才能開啟其他女主角線。本作依序由六位女主角們（蕾→菜之葉→千夏→亞季→真→空）的劇情所組成，在各自的劇情漸漸瞭解本作中所隱藏各種的謎題。
另外，每次重新開始遊戲時，紀錄會被覆寫，完全刷新，每個攻略線必須玩到尾才能開始新章節。

## 世界觀

### 舞台
星修学園（せいしゅうがくえん）
在州都的近郊位置有座學園都市，都市裡面兩所學校的其中一間。
在這間學校學習的學生絕大多數都是「第二世代」，授課的教師則是 AI，所以常被認為是 AI派的大本營。
鳳翔学園(ほうしょうがくえん)
學園都市中以規律嚴格著稱的超菁英學校，全住宿制。
因為學生以舊世代的高官子弟為主，所以被認為是反AI派的大本營。
如月寮（きさらぎりょう）
主角們在學生時代所居住的宿舍。
整間宿舍是在當時非常稀有的木造建築（指外觀，實際上並不是木材）。
入口因為是手拉門，所以第一次到這個地方的人常常會不由自主的撞上去。
清城市（すずしろし）
整篇故事的主要舞台。
外表上來看是一座與巨大的環境都市「米特斯拜亞」為中心所建造的現代都市，然而因為「灰色聖誕節」的關係導致其下有許多貧名窟及難民營。其中有許多AI派與反AI派的爭鬥、恐怖攻擊等等，可以說是罪犯的溫床。住在裡面的居民有超過七成都是不具有市民資格。
米特斯拜亞（ミッド・スパイア）
全長超過一公里的巨大建築物，是整座清城市的地標。
裡面有許多外面世界沒有辦法享受到的人工陽光、豐富的資源及穩定的治安。
只有少數富有的人才有辦法取得市民權且居住在裡面。
CDF（City Defending Force/都市自警軍）
由清城市長所率領，維護治安的武裝警備隊。
雖然具有武裝能力，卻只是在維護治安的程度而已。
是少數沒有特別偏頗AI派或是反AI派的組織。
GOAT（Global-union Observation Artificial-intelligence Team/統合軍對AI對策班）
統合軍中，以不信任AI的人所組成的龐大武裝組織，其目的就是在AI出現狀況的時候使用武力鎮壓。
他們以「治安維護」為理由進駐清城市，其目的不明。
方舟工業集團（アーク・インダストリー）
於清城市外的一個以虛擬空間、NPC、戰鬥用電子體獲利的商業集團，同時也是政府委託管轄AI的機構。
社長是甲的叔母橘勝良。
魔狼（フェンリル）
當時惡名昭彰的PMC，是個只重視金錢而不在乎是非的武裝集團，擅長情報戰及電腦戰。
由於臭名遠播的關係，絕大多數的城市都不准他們進入，所以表面上他們是以「門倉運輸」的名義活動。
領導人是甲的父親門倉永二。
多明尼昂（主天使、ドミニオン）
是一個奉AI為神，認為這個世界是個由某人的陰謀所造的虛幻世界，而真實的世界卻被影藏起來的宗教狂熱集團。
本來是個小型的宗教組織，卻在葛雷哥萊神父領導之後迅速擴張。
崔斯勒機關（ドレクスラー機関）
由統合軍所設立的奈米機器研究機構。
當時以改善自然環境的第二世代奈米機器的研究為主，但是在「灰色聖誕節」之後下落不明。

### 名詞
第二世代（セカンド）
指具有常時與網路連結的腦內晶片的人。
與舊世代需要使用終端機相比，其身體也比較能夠適應網路的世界。
但是在數量上比起舊世代的人還算少數。
被造子（デザイナーズ・チャイルド）
相較於第二世代，人們透過基因改造而強化自我能力的人種。
由於改造過後的人常常會有精神異常的狀況發生，所以已經被禁止的技術。
NPC
Non Player Character，指沒有真實人物操作，而是由AI統一控制的電子體。
電腦症（でんのうしょう）
正式名稱是「電腦性自我境界喪失症（Cybernetics Ego Boundary Disorder/CEBD）」。
由虛擬空間所引發的一種原因不明的不治之症，其患者通常具有不可思議的能力，看起來像是網路與現實的境界十分模糊。
由於其特殊能力有時會聽到別人的心聲等破壞他人隱私的狀況，所以十分被排擠。
其患者常常因為虛擬與現實都無法承受的心理壓力而崩潰。
對地射擊衛星群（グングニール）
過去曾經終結一場大戰的攻擊防衛系統，可以說是統合軍用來統治地球的最大後盾。名字來源是北歐神話主神奧丁的武器,神槍剛尼爾。
如果將所有的衛星集中於一點攻擊，其威力不遜於核武。能夠精準的毀滅指定的建築物，也可以大範圍的毀滅一座城市。
編譯者（アセンブラ）
第二世代的奈米機器，具有自我生殖、組織能力。是統合軍領導環境再生計畫的主要關鍵。
具有改善大自然及治療疾病功能的夢幻機器，但反面卻有被拿來作為軍事用途的擔憂。
灰色聖誕節（灰色のクリスマス）
數年前的12月24日20時32分，由崔斯勒機關所領導的Assembler開發計畫裡頭的奈米機器，在一個完全毫無預警的狀況下流出，周遭環境一順之間被污染、破壞。因為增長的速度過快，所以統合軍亞洲司令部在同日20時52分實施超法規行動，以對地射擊衛星群對地面展開掃射，造成當時依然在城市裡頭的數萬居民死亡。
由於這個事件有許多奇怪的地方，所以對於事件的真相眾說紛紜。有許多的組織都在查明這個事件幕後是不是有什麼不可告人的祕密。

## 登場人物
門倉 甲（聲：山下一真）
故事的主角。
學生時期：
星修學園二年級的學生，出生在南八坂的青年。因為原先居住的宿舍因為駭客事件被封而轉住在「如月寮」。生性爽快且溫柔（特別是對女孩子），是個不折不扣的戰鬥用電子體迷。在巧合之中取得了亞季為自己製作的戰鬥用電子體，並且與千夏、雅兩個同伴組成了小隊，參加戰鬥用電子體格鬥大會。明明是對女孩子很溫柔的他卻總是與空吵架，但是在亞季的私人空間中對與空有相同容貌的「NPC：呼」極為溫柔，所以一度被誤會是NPC控。小的時候因為父親的職業而十分崇拜正義的夥伴，相信只要有困難的時候父親就會來幫他。但是在母親臨終的時候卻遲遲不見父親的身影，於是認為父親只是個在乎金錢跟戰鬥的無賴之徒，從此與父親的關係漸行漸遠。
現代：
經過「灰色聖誕節」之後，轉而成為他最討厭的職業「傭兵」，並將自己鍛鍊成一名凄腕且投身於戰爭之中，其目的就是為了找出崔斯勒機關以及悲劇的真相。階級為中尉。是一個為了達到目的而不求手段的狠辣角色，對於過去如月寮的同伴們總是採取刻意疏遠的態度。在一次調查中發現了崔斯勒機關的藏身地點，卻在那個地方碰到了敵人埋伏而中了邏輯炸彈，從此失去了過去的許多記憶。相對的個性也變回跟學生時期相同。為了取回失去的記憶以及了解悲劇的真相，與蕾茵繼續投身於戰場中。
戰鬥用電子體：影狼（Shadow wolf）
桐島 蕾
學生時期：
作為一個第二世代，因為父親身為GOAT的高官，所以被安排到反AI的預備軍大本營「鳳翔學園」就讀。但是因為遭到同學的羞辱而逃學，在一次被吉爾伯特纏上的事件裡面碰到了為自己挺身而出的甲，從此暗戀上他。這件事情被空知道之後，空與她開始了湊合兩人關係的戀愛大作戰。結果由於空的天然呆性格加上蕾膽小畏縮的習慣鬧出很多笑話，不過甲本人並不知道這些笨拙的求愛事件的真相，一直認為這是空對他表示好感的方式，直到聖誕節之前因為誤會跟甲有了第一次的交談，對於蕾喜歡自己的事情甲本人一點都不知道。家庭和甲非常相似，也同樣認為自己父親對母親的死不做任何過問而與父親關係不好。在鳳翔學園逃學時，經常偷偷跑到星修學園的禮拜堂。空為了幫助她轉學而決定在她父親到學園的研究所視察的時候說服他而導致死亡(當天就是灰色聖誕節)。蕾對這件事非常自責，認為是自己害死空。
現代：
在「灰色聖誕節」中生還的她，因為失去了一名重要的友人的關係所以與甲一同轉為「傭兵」。性格冷靜，是個極具有分析能力的支援者。軍階為少尉。在甲失去了記憶之後，成為甲過去的情報來源也是精神支柱。在甲因為事件失落的時候總是會以嚴正的態度提點他。跟甲的關係很複雜，兩人是上司與部下，同時也是灰色聖誕節之後互相幫助逃離被摧毀成廢墟的城市的恩人。由於兩人同在灰色聖誕節失去重要的人（甲並不知道蕾跟空是好友，只知道她失去重要的人），所以在追查幕後真兇的漫長旅途上成為互相安慰的關係。
戰鬥用電子體：電子戰特化機Aigis Guard
若草菜之葉（聲：安玖深音）
學生時期：
南八坂出生的少女，甲的青梅竹馬兼後輩，個性愛哭但喜歡照顧他人。廚藝相當精湛，在園藝方面亦有極佳的造詣，對與偏食的甲總是給他最討厭的韭菜大餐。父母親是在某個研究機關裡面研究奈米機器的天才科學家，時常不在家中。因為自己孤獨的情境跟甲類似，所以兩人總是形影不離。後來父母親在事故中身亡，於是轉到親戚家中居住，在離別的時候與甲立下了以後絕對會到「星修學園」就讀的約定。一直對父母研究的奈米機器抱有憧憬，很想進入奈米研究系但是因為頭腦不好只考上農學系。由於父母的研究成果讓久利原感動，繼而走上開發「編譯者」的道路。跟久利原老師非常親近，後來被久利原老師邀請在研究所打工。
現代：
灰色聖誕節當天正好在研究所打工，事件發生的時候與崔斯勒機關的研究員一起，由於研究所內部事先有接到警報而跟著被久利原一同帶著逃出研究所而平安。僥倖逃脫的她，以難民的身分住進了清城市。與亞季在虛擬空間中依然有來往，但是卻不願意表明自己現在的生活狀況，過著在網路咖啡廳打工、有一日無一日的生活。因為事件的緣故自己並沒有市民身分，加上幾乎全世界都在追捕崔斯勒機關的首席久利原，因此生活的躲躲藏藏，曾經到處流浪。由於性格完全沒變，依然是愛哭又不通世事的小女孩，因此重回宿舍裡的人都刻意對她隱瞞殘酷的事實或真相，就像妹妹一樣被大家保護著。
渚千夏（聲：神谷奈央）
學生時期：
甲的同級同學，運動萬能，並且以足球項目獲得體育推薦而到星修學園就讀。因為其開朗的個性以及優秀的運動能力，甲便邀請她成為參加格鬥大會的小隊員之一。個性爽朗率直，有話必說。因為自己感覺到自己在體育活動項目的限界，於是開始注意起自己平常不在意的事物，漸漸的喜歡上甲，並且展開強烈的攻勢。也因為如此，她對於與甲關係特殊的吵架對象「空」抱持著警戒的態度。雙親是星修學園的員工，家裡人口眾多導致並不富裕，但是卻非常親愛。千夏很滿意自己的名字還有身體，不過卻由於運動過度加上後來在虛擬世界的「無名都市」被吉爾伯特打傷雙腿（沒有實質傷害但是對神經有影響），而不得不放棄運動。由於本身是體育保送生，如果不能繼續參加運動就必須自行負擔星修龐大的學費，對於人口眾多的渚一家是很重的負擔，因此考慮退學。後來被甲說服留下一學年慢慢考慮。聖誕節之前由於呼的事件讓她誤會甲一直在跟空交往，認為自己被甩掉的千夏向甲提出決鬥，想逼迫甲選擇自己。甲最後跟她約定「如果到畢業的時候你的心意還是不變，那我就接受」。但在經歷共鳴事件，甲真心思考後的決定卻是跟空交往，於是千夏扁了甲一頓，並表示自己依然不會放棄。灰色聖誕節的時候曾經邀請甲參加聖誕宴會，說「這是我最後的機會了」，不過甲沒有去。
現代：
與甲相同，在灰色聖誕節後便不再與如月寮的同伴們聯絡，從此下落不明。卻在清城市的一次騷動中與甲再度重逢。但是重逢後的千夏個性卻是與學生時期有著180度的大轉變，態度十分冷漠。但是從她對甲說話的內容來看，其實她依然很在意過去的一切，但是卻不知道是什麼原因使她變成現在這個樣子。不明原因和甲一樣都把目標放在久利原身上。
戰鬥用電子體：影狼·凜（Shadow wolf "Rin"）、クリムソンロータス
西野亞季（聲：岩田由貴）
學生時期：
甲的表姊，雖然說是表姊，因為她是西野家的養女，所以沒有特別的血緣關係。是個有Wizard稱號的天才程式設計師。因為其個性孤僻的關係，所以常常會受到旁人斜眼相看。可能也是因為這個原因，所以一直把自己沒入在虛擬的世界裡面。過去曾經在一次實驗裡面使得世界上最強大的機械論AI電子腦停擺而聲名大噪，她自己也因此遭到停學。幼時因為自己不被西野家重視，所以對自己新得來的弟弟同時也是她認為唯一的家人的甲注入自己全部的感情，並且答應嚮往正義夥伴的甲未來一定會幫他製作戰鬥用電子體。
亞季對於甲喜歡呼這件事很自責，加上後來的「共鳴」事件，後來把呼給凍結。
現代：
因為其能力的關係進入了方舟工業工作，主要工作是建立方舟假想都市（アーヴァル．シティ）。因為自己思念過去如月寮的生活，於是在假想都市裡面重建了在灰色聖誕節時毀滅掉的如月寮、聖修學園以及許多同伴們充滿回憶的場所。她自己也透過自己強大的情報蒐集能力追蹤如月寮同伴們在事件過後的下落。少數沒有受到灰色聖誕節影響的人。
戰鬥用電子體：シルファ
水無月真
學生時期：
甲的後輩，因病的緣故從同年級同學變成學妹，在真實生活中不擅言詞。有在虛擬空間讀取別人思想，或把自己的思想溢出的「電腦症」，因此經常被同學欺負。一次被甲碰上，甲在大家的慫恿下挺身而出，卻被隨後趕來的空誤會成欺負真的罪愧禍首，但是也因為這個機緣使得真對甲抱持著一種仰慕的感情。十分喜愛一直照顧自己的姐姐空，並且期望空能有一個男朋友（而甲是她心目中這個「哥哥」的最佳人選）並且過著幸福的生活。灰色聖誕節當天由於惡作劇的心理，進入虛擬世界偷偷讓空買錯車票。空跟甲通話的時候真也在偷看。因此真也親眼目睹了空被奈米機器活生生溶解的畫面。對此事非常自責的真認為自己殺了姊姊，之後就認為「一切都是幻覺其實空還活著」這樣的謊言才是真相，一直在自責跟逃避現實中活著。
現代：
下落不明
水無月空
真的姐姐，本故事的主要女主角。
個性率直，討厭做事拐彎抹角，遇到壞事或者不公平的事情會毫不考慮的挺身而出，可惜太過天真，做事情總是顧前不顧後，但是對無力的人總是十分溫柔。與甲的相會是在一個誤會之下開始，以為甲在欺負真而將他摔倒在地。從此以後兩個人成為小事吵架、大事繼續吵的奇妙關係。在撮合蕾和甲的途中因為「共鳴」事件而陷入了疑惑，不確定自己喜歡上甲的情感是屬於自己的，還是呼的。呼被凍結後，與甲成為相思相愛的情侶。每天都會定時去跟管理聖修學園的AI「Mother」談心。灰色聖誕節當天前往奈米研究所與蕾的父親見面，由於回程的車票買錯加上時間太晚沒有電車可以搭，於是滯留在研究所外面。打視訊電話向甲求救的時候剛好發生編譯者流出的事件，在甲的眼前活生生被奈米機器融化分解死亡。
呼
甲的學生時代時在亞季的虛擬世界屋子中遇到的少女，外貌與空一樣，雖然說擁有空的外表，但是言行如同小孩子一般。名字由甲取自睡覺時的「呼、呼」聲，漢字轉換可以寫成「空」，非常喜歡甲。
代理人
在現代偶爾在甲的面前出現的神祕NPC。長相與空、呼相同。雖然看起來是NPC，但是卻帶有一股奇妙的氣息，有時還有類似人類的反應。在緊要關頭的時候總是會引導著甲。身上的ID編號跟呼的一模一樣，經常忽然出現又忽然消失，似乎她本人對自己的身分也不是很了解。
須藤雅（聲：古河徹人）
學生時期：
甲的好友，與甲一同因為駭客事件被趕出了原本居住的宿舍，並且轉到了如月寮。在甲意外發現亞季所製作的戰鬥用電子體的時候也同時取得了自己的戰鬥電子體，並且與甲、千夏結成小隊參加格鬥大會。
現代：
數年後結婚，並且成為CDF的警察。志向是為了清城市的治安與家庭的安穩而努力。可惜在如同阿南親衛隊的CDF裡面實在很難有什麼作為。灰色聖誕節過後依然與亞季繼續保持聯絡，大概是所有如月寮的同伴裡面唯一一個過的還算是不錯的人。
戰鬥用電子體：影狼·鎧（Shadow wolf "Gai"）
久利原直樹（聲：藥師寺兼一）
星修學園講師，同時是崔斯勒機關的研究員，得知甲擁有之後，主動傳授關於在電子空間戰鬥的各種相關知識及規則。擅長二刀流
戰鬥用電子體：震機狼（Mirage Wolf）
諾伊（Noi）
在現代甲喪失記憶後負責主治的女醫生，精於包括奈米領域等醫學和虛擬世界的知識。本身也是人造人，是諾因茲恩造出來的「不會成長的肉體」。唯一沒有被諾因茲恩殺掉的人造人。外貌為小女孩，但真實年齡是25歲。Designer's child（DC）。
吉爾伯特（Gilbert，聲：杉崎和哉）
法國人，Designer's child（DC）。學生時代就讀於鳳翔學園，由於擁有優秀的遺傳因子，看不起其他人，和甲在學生時代有過節，喜歡以人海戰術壓制對方(無論現實或電子戰)，標準的反派角色。
現代：
成為傭兵，私下為阿南做事，專門替其暗殺反對勢力與收拾善後等不能見人之事。
戰鬥用電子體：Noble Vertu
門倉永二（聲：中里圭太）
甲的父親，但關係疏遠，門倉運輸（實質為傭兵派遣企業「魔狼」）的社長，階級是大佐。在同行裡有著強大的傳聞
戰鬥用電子體：「Nidhogg」。
西塞爾·斯泰茵布雷賽爾（Shizel，聲：奧川久美子）
魔狼的女隊長，階級是少佐。極嚴格的硬朗性格。
戰鬥用電子體：「Hraesvelgr」。
莫霍克（Mohawk，聲：ZEN）
魔狼成員，階級是中尉。擁有印第安人血統的Designer's child（DC）。西塞爾的部下，極少說話，但有口頭禪「好」。
戰鬥用電子體：「Megingjord」。
橘聖良（聲：奧田香織）
亞季的舅母，方舟工業集團社長，被稱為「AI的魔女」。是一個一手建立起整個集團的女強人，對於AI的瞭解無人能出其右。
她不論做發生了什麼事情都不帶有任何表情。冰冷的眼神下無法讓人猜透她的想法，同時也是甲在家族中唯一害怕的人物。但是她建立起獎學金制度使得甲能夠到聖修學園上學這一點來看，她對甲似乎帶有不同的感情。
過去曾與諾因茲恩博士一同研究過的經驗，同時也是水無月姐妹的領養人。
葛雷哥萊神父（Gregore，聲：上下左右）
信奉AI的宗教團體「多明尼昂（Dominion）」的神父。
戰鬥用電子體：「Baptizein」。
多明尼昂的巫女（聲：？）
隸屬於多明尼昂的謎樣女性，被奉為巫女，具有強大的駭客能力。
在多明尼昂的據點和甲有過一面之緣，對於多明尼昂的教義絲毫不帶有任何懷疑。雖然行動不太像是敵人，但是因為這一點，所以幾乎沒有辦法溝通。擁有將難攻不破方舟工業的建構體在數秒鐘之內侵入的駭客能力，駕駛戰鬥用電子體的技術毫無疑問是凌腕級。
所駕駛的純白戰鬥用電子體Neige Aile曾經在甲學生時期參加大會的時候有一面之緣。
戰鬥用電子體：ネージュ・エール
桐島勳（聲：祭 大！）
蕾茵的父親，反AI的軍隊將軍。
戰鬥用電子體：「Tyrant Gigas」。
阿南義雄（聲：熊野茶太郎）
清城市市長，AI派的代表性人物。其掌握了清城市的實權，並且將CDF納為己用，在各方的名聲十分差勁。其人似乎已經有很長的一段時間沒有以實體見人，據傳言似乎收購了許多性慾處理用NPC來滿足他變態的慾望。

## 故事

### 人物與名詞
諾因茲恩（ノインツェーン）
為這個世界帶來許多先進技術的瘋狂科學家，最後將自己連結到巴爾托系統（バルドルシステム）而腦死。
他最早是被反統合勢力「製造」用來對抗統合軍AI網路的「情報兵器」。關於他的資料能敘述的部分十分稀少，然而在方舟工業裡面所殘留下的資料來看，他是由高性能的機械AI連結數十人份的幼兒的腦隨、許多的AI端末及兩足式步行機械所組成的思考型機械，從外觀來看根本不能說是人類。所謂的「諾因茲恩」指是統合、淘汰、吸收其他大腦的第19號頭腦（也就是已經失去了1~18號、20號以後）。統合大戰結束後，他被統合軍捕獲後賦予了人權，從此主導著統合軍中各式各樣的計畫。這些計畫對於現代的基因改良與第二世代的發展、Assembler的開發都有極大的貢獻。然而就如同有光明的地方就有黑暗一樣，他背地裡做了許多慘無人道的實驗，被發覺後他便將自己與巴爾托系統連結，由於腦部受不了AI龐大的資訊後燒毀。
雖然因為連結巴爾托系統而腦死，但他同時將自己的人格資料燒入巴爾托系統裡面，在某種意義上面算是達到了無止盡的生命。
也因為他是集合許多人的大腦所形成的，所以他有許多的人格。然而他卻十分否認自己擁有身為「人」的部份，並且將自己身為人的感情和衝動的女性人格切除，但是自己卻又想要去了解思考與自己、或者說是機械邏輯不同的人類，還對被他切除的女性人格抱持著愛戀之情的戀母情結。可以說是一輩子都生活在自我矛盾下的「狂人」。
模倣體（シミュラクラ）
方舟工業秘密計畫中的副產物。
人類沒有辦法完全掌控AI，相對的AI也無法理解人類「個體」的意義。所以會造成人類與AI在溝通上面永遠都會有一道隔閡存在。於是方舟工業便開始考慮將人類的腦內晶片與AI做24小時的聯繫（使用方舟出產的腦內晶片的星修學生），使得AI可以不斷蒐集人類的情報。對AI而言，如果想要理解人類「個體」，就必須自我擁有一個獨立的「個體」存在。所以AI就將自己的一部分從集合智慧中分離，成為能夠獨立思考的「群」，並且限定該「群」所獲得的人類情報，將那個人平日所得到的經驗、感情做24小時的體驗學習，得到的就是擁有類似相同的靈魂，如同被模倣人的分身一般的模倣體。也因為如此，雖然說模倣體跟類似的NPC都是AI模倣人類形狀所製造出來的，然而卻有最根本的不同，就是模倣體無法複製，並且在被模倣對象連結中斷時停止活動。
亞季在學生時期的時候為模倣體（AI）與人類製作溝通介面（人形）的時候，將自己理想的男性對象做為設計基準，由AI從資料中選擇符合的個體資料。然而選出來的模倣體長相卻跟甲長得一模一樣。發現自己慾情的亞季於是和甲的模倣體保持著距離，但是因為不忍心看到該模倣體太過於寂寞，於是為下一個模倣體的製作以「甲的女朋友」基準，是亞季所嚮往的比自己還要溫柔、開朗、任誰都會喜歡上的類型，最後出來的模倣體便是與空有相同長相的呼。對空而言，她知道自己有一個常時連結的部份AI，但是並不知道有一個和她長相相同的個體。空稱呼這個部分AI為代理程式（代理プログラム（エージィント/代理人））。而甲的模倣體，則是因曾發生暴走的意外事件(熊抱、強吻某位女孩)，而被亞季以安全為由與之凍結。
共鳴
正常情況下，模倣體的感情是由模倣對象產生，並傳給模仿體。同理在某些特定情況下，模倣體產生的想法也會反饋回模倣對象，使模倣對象產生不屬於自己的感情。而當模倣體與模倣對象之間所產生相同的感情波動時，就會發生互相傳遞增幅的情況，稱之為共鳴。當共鳴產生的時候，被模倣者會無法抑制自己的感情爆發，是種危險的情況。
學生時代，由於呼對甲的愛慕之情透過共鳴影響到了空，導致空對自己本身的情感產生懷疑，使得負面的感情也跟著透過共鳴增大，連帶影響到了第二個當事人甲。最後呼被冷凍在亞季的私人空間，才讓這個意外得到緩解。
現代篇中，將解釋實際的情況正好相反，並不是呼對甲的愛慕之情透過共鳴影響了空，而是空與甲兩人間的愛意，影響了他們倆的模仿體，所以小時候的空，才會被甲的模倣體熊抱與強吻。
方舟計畫（方舟計画）
由方舟工業集團主導的計畫，其計畫的目的是將人類的意識與記憶留在虛擬空間中，並且捨棄掉存在於現實的肉體。簡單的說就是把所有參與人都變成電子體幽靈的意思。
計畫主要目的是用來避免現實環境出現過大的變化，人類無法生存時使用。在灰色聖誕節之後，為了類似的事態發生或(編譯者的外漏與對地射擊衛星群掃射)，方舟工業集團積極的預備進行此計畫。
融合
人以電子體幽靈的方式生存在虛擬空間中，長期下來會導致人失去自己與別人(包括AI)的分界，最終意識融入AI之海。

## 工作人員
- 原畫：菊池政治
- 腳本： with 企畫屋
- 企畫、製作：戲畫

## 音樂

### Dive1
主題曲
作詞、歌唱：KOTOKO
作曲、編曲：C.G mix
插入曲「Paradigm Shift」
歌唱：片霧烈火
作曲：wight，作曲、編曲：mo2，製作：Barbarian On The Groove

### Dive2
主題曲「jihad」
作詞、歌唱：KOTOKO
作曲：C.G mix，
編曲：C.G mix、尾崎武士
結尾曲「NANO UNIVERSE」
歌唱：片霧烈火
作詞、作曲、編曲：Wight〔Barbarian On The Groove〕

### DiveX
主題曲
歌唱：片霧烈火
製作：Barbarian On The Groove
結尾曲「Across the Destiny」
作詞、歌唱：仲村芽衣子
作曲、編曲：

## 漫畫
漫畫化作品於遊戲發售前，於《月刊Comp Ace》4月號（2009年2月26日發售）開始連載，田中康二作畫。內容為門倉甲學生時代的故事。

## 小說
Baldr Sky Another Days，於2010年9月24日與DiveX同時發售，由HARVEST出版發行，執筆作家同樣為遊戲劇本家卑影ムラサキ。內容為沒有發生灰色聖誕節事件後的故事。